# إطار هوائي لاأنبوبي
الإطار الهوائي اللاأنبوبي (بالإنجليزية: Tubeless tire)‏ هو الإطار المستخدم في المركبات يتكون من قرص مطاطي ويُركب كي يحيط بحافة طوق معدني لتثبيت العجلة، يحوي الإطار أنبوبا دائريا يُنفخ بالهواء المضغوط.
بعض أنواع الإطارات لا تحتاج إلى أنبوب مطاطي، مثلما في العربة حيث تكون العجلة خشبية ويحيطها إطار حديدي يعمل على تماسكها. كما يمكن أن يكون الإطار المطاطي سميكا مصبوبا من دون أنبوب منفوخ (أنظر إطار بدون أنبوب).
تُستخدم الإطارات في عدة مركبات، مثل السيارات، الطائرات، الدراجات، وغيرها. غرض الإطارات هو زيادة الاحتكاك مع الأرض ويمنع الانزلاق، وأما الهواء المضغوط في حلقة الأنبوب فهو يقلل من الاهتزاز الذي يصيب جسم المركبة حيث يعمل على رفع جسم المركبة عن الأرض ويقوم بامتصاص جزء من الاهتزازات.
تستخدم الإطارات أيضاُ لحماية العجلة من التآكل والتلف. كما أن الصوت الناتج عن تدحرج العجلات المكسوة باطار مطاطي يكون منخفضا جدا. كما أن المطاط له مقاومة عالية ضد  البري والتآكل. يخضع الإطار المطاطي لمجموعة من المواصفات الفنية العالمية، وتحدد قوانين المرور في الدول المختلفة بعض تلك المواصفات، وعلى الأخص عمق الحزوز على الإطار التي تتآكل مع طول السير والاستخدام، فيجب أن لا يقل عمقها عن 2 مليمتر. إذا بري الإطار وكان عمق حزوزه أقل من 2 مليمتر فإن كفاءة الكبح تقل كثيرا.
يتم تصنيع الإطار بواسطة مجموعة من الشركات العالمية (أصحاب العلامة التجارية)، وتعتبر عملية تصنيع الإطار المطاطي والمكونات الداخلة في تصنيعه وطريقة تصنيعه من الأسرار الخاصة بكل شركة ولا يستطيع الأفراد الاغنياء البدء في عمل مصنع لإنتاج الإطارات تحت علامة تجارية جديدة خاصه بهم لأن ذلك مكلف جدا علاوة عن عدم تمكنهم من الحصول على الخبرات العملية والعلمية.
في درجات الحرارة المنخفضة تستخدم إطارات الشتاء. يصنع هذا الإطار من المطاط يظل لينا حتى على الحرارة المنخفضة تساوي أو تقل 7 درجات مئوية ويضمن قدرة حركية أكبر من الإطار الصيفي وتماسكا جيدا على الطرقات الزلقة وعلى الجليد. فهناك أيضا الإطارات الشمالية لمواجهة الظروف الشتوية القصوى وللسير على المسطحات الجليدية في درجات حرارة تحت الصفر المئوي. فالإطارات الصيفية صممت للسير في درجات حرارة تفوق 7 درجات، يشتد مطاطها ويفقد المرونة اللزوجية تحت هذا الحد. يوجد أيضا الإطار  لكل الفصول يستخدم في المناطق ذات درجات الحرارة المعتدلة حتى في فصل الشتاء.